# Sava
Sava é uma comuna italiana da região da Puglia, província de Taranto, com cerca de 15.957 habitantes. Estende-se por uma área de 44 km², tendo uma densidade populacional de 363 hab/km². Faz fronteira com Fragagnano, Francavilla Fontana (BR), Lizzano, Manduria, Maruggio, San Marzano di San Giuseppe, Torricella.

## Demografia
| Variação demográfica do município entre 1861 e 2011                               |
|                                                                                   |
| Fonte: Istituto Nazionale di Statistica (ISTAT) - Elaboração gráfica da Wikipedia |